# Gunung Jambat
Gunung Jambat is een bestuurslaag in het regentschap Natuna van de provincie Riau-archipel, Indonesië. Gunung Jambat telt 633 inwoners (volkstelling 2010).